# Compagnie de transport maritime à la voile
La Compagnie de Transport Maritime à la Voile (CTMV) était une compagnie maritime française.

## Histoire
C'était une société de transport qui utilisait des navires marchands dont la propulsion vélique est la propulsion principale. Elle était spécialisée dans le transport maritime du vin et des alcools en bouteille. Elle a été fondée en 2008, à l'initiative de Frédéric Albert, son PDG. L'idée lui était venue lorsque celui-ci avait navigué sur le trois-mâts Belem en 2005. 
Cependant la crise économique entraîne de fortes difficultés financières à la compagnie, victimes d'impayés. Celle-ci est finalement placée en liquidation judiciaire en octobre 2010.

## Avenir
En attendant la construction de futurs voiliers de 50 m gréés en ketch, au titre du développement durable, elle affrète, en fonction des demandes, des grands voiliers comme le trois-mâts Belem, l’Étoile de France et le Kathleen & May , gréement traditionnel britannique.
Deux premiers voiliers étaient prévus pour être construits en 2011. Armés par 8 hommes d'équipage, ils auraient dû transporter près de 200 tonnes de fret. Leurs deux mâts auraient porté 900 m2 de voilure. Le navire se devait d'atteindre une vitesse commerciale de 11 nœuds de moyenne. Ils auraient été munis d'un moteur auxiliaire au biodiesel et auraient proposé le transport passagers grâce à trois cabines. Cependant la faillite de la compagnie n'a pas fait aboutir ce projet de construction.

## Filiale
- CTMV Fair Wind Wine [6] : première ligne commerciale entre Bordeaux et Dublin.